# Amphinemura nongrimi
Amphinemura nongrimi är en bäcksländeart som beskrevs av Aubert 1967. Amphinemura nongrimi ingår i släktet Amphinemura och familjen kryssbäcksländor. Inga underarter finns listade i Catalogue of Life.